# Nervi splancnici
I nervi splancnici sono nervi viscerali pari che contribuiscono all'innervazione dei visceri, portando con loro fibre del sistema nervoso autonomo (fibre viscerali efferenti) e fibre sensitive dagli organi (fibre viscerali afferenti).
Portano tutti fibre ortosimpatiche, tranne i nervi splancnici pelvici, che sono costituiti da fibre parasimpatiche.

## Tipi di nervi splancnici
- Nervi splancnici toracici (grande splancnico, piccolo splancnico, splancnico minimo)
- Nervi splancnici lombari
- Nervi splancnici sacrali
- Nervi splancnici pelvici